# Гёлен-Гершкович, Андре
Андре Гёлен-Гершкович (фр. Andrée Geulen-Herscovici; 6 сентября 1921 — 31 мая 2022) — жительница Бельгии, которая вместе с другими спасла около 1000 еврейских детей во время Холокоста.

## Биография
В 1942 году Гёлен работала школьной учительницей в Брюсселе, когда гестапо прибыло, чтобы арестовать еврейских детей. Она присоединилась к еврейской спасательной организации Comité de Défense des Juifs. Более двух лет она переселяла еврейских детей в христианские семьи и монастыри. Затем Андре навещала их и заботилась об их нуждах. Ведя секретный учёт истинных личностей детей, после войны она пыталась воссоединить их с семьями, если таковые остались в живых.
В 1989 году Андре Гёлен была признана Праведницей народов мира, а 18 апреля 2007 года ей было предоставлено почётное израильское гражданство на церемонии в Яд ва-Шем в рамках программы «Дети, спрятанные в Бельгии» во время Международной конференции по Шоа. Приняв эту честь, Гелен-Гершкович сказала: «То, что я сделала, было просто моим долгом. Неповиновение законам того времени было нормальным делом».
Скончалась 1 июня 2022 года.